# WTA-toernooi van Portorož
Het WTA-toernooi van Portorož is een tennistoernooi voor vrouwen dat van 2005 tot en met 2010, en recentelijk weer vanaf 2021, plaatsvond in de Sloveense kustplaats Portorož, opgevolgd door de Sloveense hoofdstad Ljubljana in 2023. De officiële naam van het toernooi was Banka Koper Slovenia Open in de eerste periode en Zavarovalnica Sava in de tweede.
De WTA organiseert het toernooi dat in 2010 in de categorie "International" viel, in de categorie WTA 250 in 2021 en 2022, en WTA 125 in 2023. Het werd gespeeld op hardcourt tot en met 2022 en op gravel in 2023. De eerste editie werd in 2005 gehouden in de categorie Tier IV. Vanaf het seizoen 2011 stond het toernooi niet meer op de WTA-kalender – het was vervangen door het WTA-toernooi van Bakoe. In 2021 werd het toernooi hervat onder de naam Zavarovalnica Sava (verzekeringsmaatschappij Sava) – dit stond in verband met het annuleren van verscheidene Aziatische najaarstoernooien als gevolg van de coronapandemie. Na twee edities in de kustplaats Portorož werd het toernooi verplaatst naar de hoofdstad Ljubljana, waarbij de ondergrond veranderde in gravel en de categorie in WTA 125.

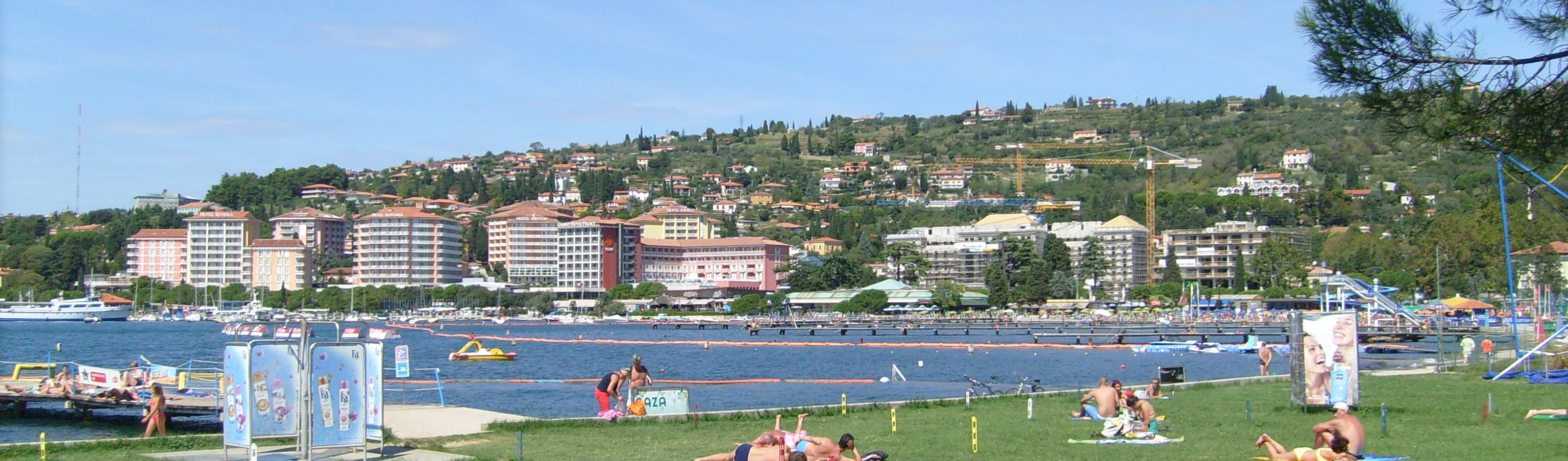
Panorama van Portorož

## Finales

### Enkelspel
| Datum      | Naam                      | Cat.          | ($)           | Ondergrond        | Winnares              | Verliezend finaliste    | Uitslag       |               |
| ---------- | ------------------------- | ------------- | ------------- | ----------------- | --------------------- | ----------------------- | ------------- | ------------- |
| 2005-09-19 | Banka Koper Slovenia Open | Tier IV       | 140.000       | hardcourt, buiten | Klára Koukalová       | Katarina Srebotnik      | 6-2, 4-6, 6-3 | details       |
| 2006-09-18 | Banka Koper Slovenia Open | Tier IV       | 145.000       | hardcourt, buiten | Tamira Paszek         | Maria Elena Camerin     | 7-5, 6-1      | details       |
| 2007-09-17 | Banka Koper Slovenia Open | Tier IV       | 145.000       | hardcourt, buiten | Tatiana Golovin       | Katarina Srebotnik      | 2-6, 6-4, 6-4 | details       |
| 2008-07-21 | Banka Koper Slovenia Open | Tier IV       | 145.000       | hardcourt, buiten | Sara Errani           | Anabel Medina Garrigues | 6-3, 6-3      | details       |
| 2009-07-26 | Banka Koper Slovenia Open | International | 220.000       | hardcourt, buiten | Dinara Safina         | Sara Errani             | 6-7, 6-1, 7-5 | details       |
| 2010-07-25 | Banka Koper Slovenia Open | International | 220.000       | hardcourt, buiten | Anna Tsjakvetadze     | Johanna Larsson         | 6-1, 6-2      | details       |
| 2011–2020  | geen toernooi             | geen toernooi | geen toernooi | geen toernooi     | geen toernooi         | geen toernooi           | geen toernooi | geen toernooi |
| 2021-09-13 | Zavarovalnica Sava        | WTA 250       | 235.238       | hardcourt, buiten | Jasmine Paolini       | Alison Riske            | 7-6, 6-2      | details       |
| 2022-09-12 | Zavarovalnica Sava        | WTA 250       | 251.750       | hardcourt, buiten | Kateřina Siniaková    | Jelena Rybakina         | 6-7, 7-6, 6-4 | details       |
| 2023-09-11 | Zavarovalnica Sava (L)    | WTA 125       | 115.000       | gravel, buiten    | Marina Bassols Ribera | Zeynep Sönmez           | 6-0, 7-6      | details       |
| 2024-09-09 | Zavarovalnica Sava (L)    | WTA 125       | 115.000       | gravel, buiten    | Jil Teichmann         | Nuria Párrizas Díaz     | 7-6, 6-4      | details       |

* Legenda: (L) = Ljubljana

### Dubbelspel
| Datum      | Naam                      | Cat.          | ($)           | Ondergrond        | Winnaressen                                    | Verliezend finalistes                  | Uitslag           |               |
| ---------- | ------------------------- | ------------- | ------------- | ----------------- | ---------------------------------------------- | -------------------------------------- | ----------------- | ------------- |
| 2005-09-19 | Banka Koper Slovenia Open | Tier IV       | 140.000       | hardcourt, buiten | Anabel Medina Garrigues Roberta Vinci          | Jelena Kostanić Katarina Srebotnik     | 6-4, 5-7, 6-2     | details       |
| 2006-09-18 | Banka Koper Slovenia Open | Tier IV       | 145.000       | hardcourt, buiten | Lucie Hradecká Renata Voráčová                 | Eva Birnerová Émilie Loit              | walk-over         | details       |
| 2007-09-17 | Banka Koper Slovenia Open | Tier IV       | 145.000       | hardcourt, buiten | Lucie Hradecká Renata Voráčová                 | Andreja Klepač Jelena Lichovtseva      | 5-7, 6-4, [10-7]  | details       |
| 2008-07-21 | Banka Koper Slovenia Open | Tier IV       | 145.000       | hardcourt, buiten | Anabel Medina Garrigues Virginia Ruano Pascual | Vera Doesjevina Jekaterina Makarova    | 6-4, 6-1          | details       |
| 2009-07-26 | Banka Koper Slovenia Open | International | 220.000       | hardcourt, buiten | Julia Görges Vladimíra Uhlířová                | Camille Pin Klára Zakopalová           | 6-4, 6-2          | details       |
| 2010-07-25 | Banka Koper Slovenia Open | International | 220.000       | hardcourt, buiten | Maria Kondratjeva Vladimíra Uhlířová           | Anna Tsjakvetadze Marina Erakovic      | 6-4, 2-6, [10-7]  | details       |
| 2011–2020  | geen toernooi             | geen toernooi | geen toernooi | geen toernooi     | geen toernooi                                  | geen toernooi                          | geen toernooi     | geen toernooi |
| 2021-09-13 | Zavarovalnica Sava        | WTA 250       | 235.238       | hardcourt, buiten | Anna Kalinskaja Tereza Mihalíková              | Aleksandra Krunić L Pattinama-Kerkhove | 4-6, 6-2, [12-10] | details       |
| 2022-09-12 | Zavarovalnica Sava        | WTA 250       | 251.750       | hardcourt, buiten | Marta Kostjoek Tereza Martincová               | Cristina Bucșa Tereza Mihalíková       | 6-4, 6-0          | details       |
| 2023-09-11 | Zavarovalnica Sava (L)    | WTA 125       | 115.000       | gravel, buiten    | Amina Ansjba Quinn Gleason                     | Freya Christie Yuliana Lizarazo        | 6-3, 6-4          | details       |
| 2024-09-09 | Zavarovalnica Sava (L)    | WTA 125       | 115.000       | gravel, buiten    | Nuria Brancaccio Leyre Romero Gormaz           | Lina Gjorcheska Jil Teichmann          | 5-7, 7-5, [10-7]  | details       |

* Legenda: (L) = Ljubljana
2005 · 2006 · 2007 · 2008 · 2009 · 2010 · 2011–2020 · 2021 · 2022 · 2023 · 2024
ITF-toernooien (mannen en vrouwen)

ATP-toernooien (mannen) – ATP-seizoen 2025

WTA-toernooien (vrouwen) – WTA-seizoen 2025

Voormalige toernooien mannen
Voormalige toernooien vrouwen
Voormalige amateurtoernooien